# Rosàlia

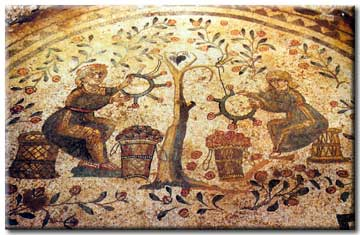
Mosaic romà del s.IV que descriu la confecció de garlandes amb roses

La Rosàlia o Rosaria (de vegades rosatio o dies rosationis) era el nom de diverses celebracions de l'època de l'imperi romà que implicaven ofrenes de flors o guarniments amb flors, principalment les roses i les violes. Les rosàlies començaven a l'abril i es feien també en diverses ocasions del juliol. Les rosàlies estaven connectades a dos tipus de festes: les alegres celebracions per l'arribada de la primavera i les altres de caràcter més seriós en homenatge als difunts. Les Rosaliae signorum, formaven part de les obligacions dels militars i eren una mostra de respecte davant els emblemes (signa) de l'exèrcit.

## Significació de les roses a l'antiguitat
Tant a Grècia com a Roma era costum portar corones de flors al cap en ocasions festives. Les garlandes fetes amb roses i violetes es feien servir per decorar el lloc per on passarien els nuvis el dia del seu casament, o també per guarnir la sala on es feia una reunió per beure i recitar poesia, o per substituir la roba en escenes eròtiques d'actors despullats. A la literatura llatina l'expressió in rosis et violis es feia servir per descriure un plaer sense complicacions. Els guarniments florals servien, de vegades, per distingir qui eren els participants en una celebració i eren, en altres ocasions, un símbol de la brevetat de la bellesa i de la vida. Les roses i les violes es donaven també com a regal.
Les ofrenes florals eren apropiades per algunes deesses: Afrodita, Persèfone, Cloris de la religió grega i Venus, Prosèrpina, Flora en la religió romana. La fragància de les roses era un atribut procedent d'Afrodita i era un complement que es feia servir, sobretot en l'època imperial, en les reunions del vi de Dionís o les relacionades amb Eros. A la novel·la del segle ii aC Dafnis i Cloe es descriu un plaent jardí amb roses i violes en què hi ha un espai sagrat dedicat a Dionís. A Roma Venus era la deessa dels jardins així com de l'amor i la bellesa. A Venus se li feia una ofrena de roses en el ritual anomenat lavatio que es feia al mes d'abril i també per la Vinàlia.

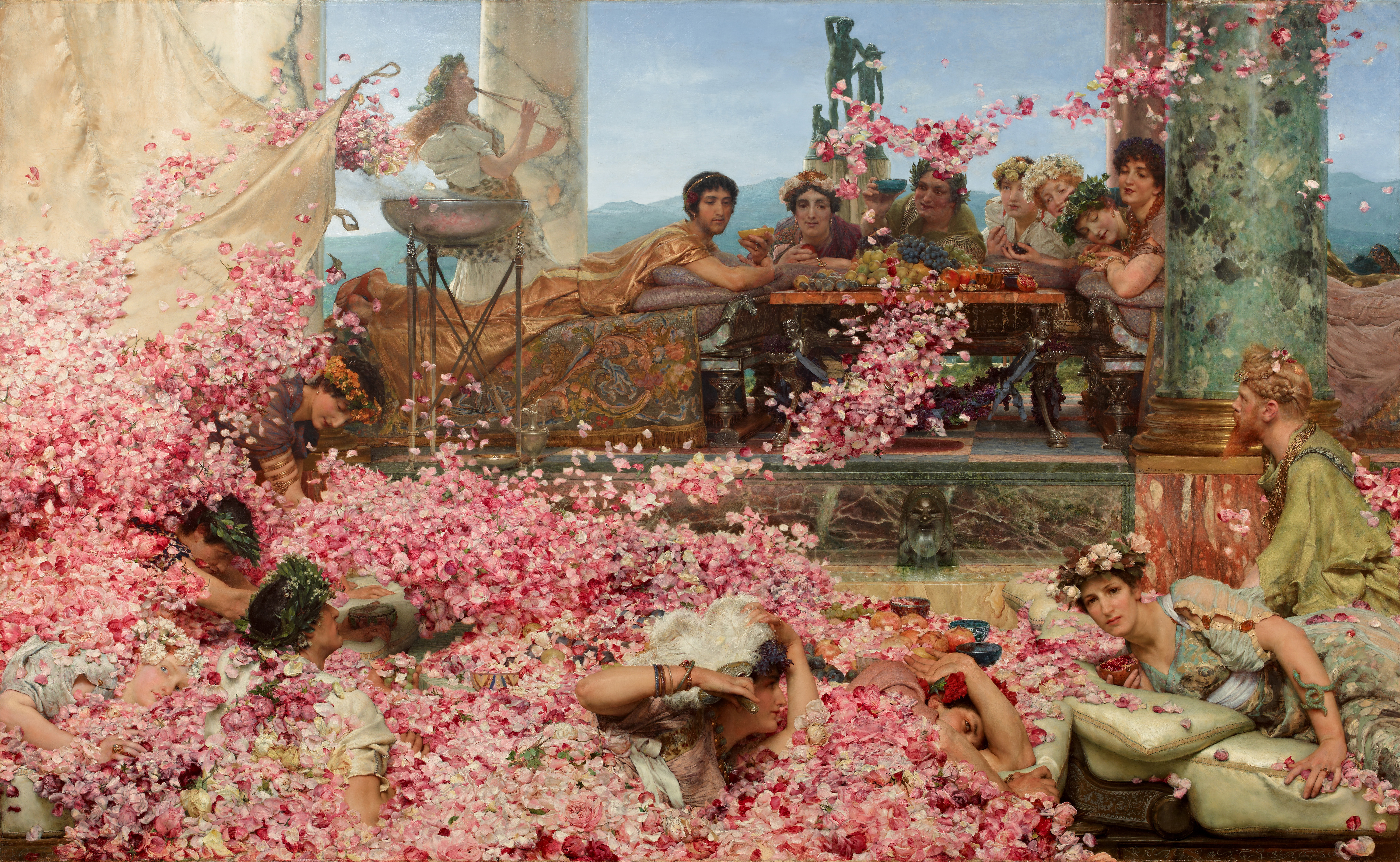
Les roses d'Elagàbal (1888) pintura de Lawrence Alma-Tadema. La relació entre les flors i l'erotisme va ser un tema que va tornar a estar de moda a finals del.

Les flors també es feien servir per donar la benvinguda. En les cerimònies d'adventus per donar la benvinguda oficialment a un emperador que tornava d'un viatge es decoraven els carrers amb flors i es llançaven al seu pas alguns pètals. A la Historia Augusta es diu que l'emperador Elagàbal en un dels seus banquets va colgar amb pètals de rosa els seus convidats A la cultura grega hi havia la tradició de la phyl·lobolia, que consistia a llançar flors sobre un atleta per festejar el seu èxit, o sobre una parella de nuvis per festejar el dia del matrimoni.
A l'antic relat Sobre l'origen del món, la rosa va ser la primera flor creada, procedent de la unió de Psique i Eros. A l'antic Egipte es feien corones amb branques de llorer i flors de papir per als morts que, amb la romanització, es van substituir per roses. Als Papirs màgics grecs s'esmenta una celebració anomenada Rhodophoria, probablement en honor d'Isis, que podria ser l'equivalent grec de la Rosalia romana.

## Les flors dels funerals
Les roses eren emprades pels grecs en els enterraments, però van adquirir una especial importància entre els romans. S'han trobat imatges de roses en esteles funeràries gregues i en epitafis, generalment dedicats a noies. En un epitafi grec de l'era imperial la mort d'una noia que havia mort abans de casar-se era comparada amb una ponzella tallada del roser en el moment de la seva obertura; una dona jove enterrada amb la roba del seu casament és comparada amb una rosa en un jardí; un noi de vuit anys és comparat amb la rosa més bella d'Eros. La rosa era, doncs, el símbol emprat pels poetes per expressar la pèrdua per una mort prematura. A la Ilíada, Afrodita feia servir oli amb essència de roses per mantenir la integritat del cos d'Hèctor després de la mort. A la poesia grega i llatina les roses creixen als Camps Elisis, el paradís dels morts.

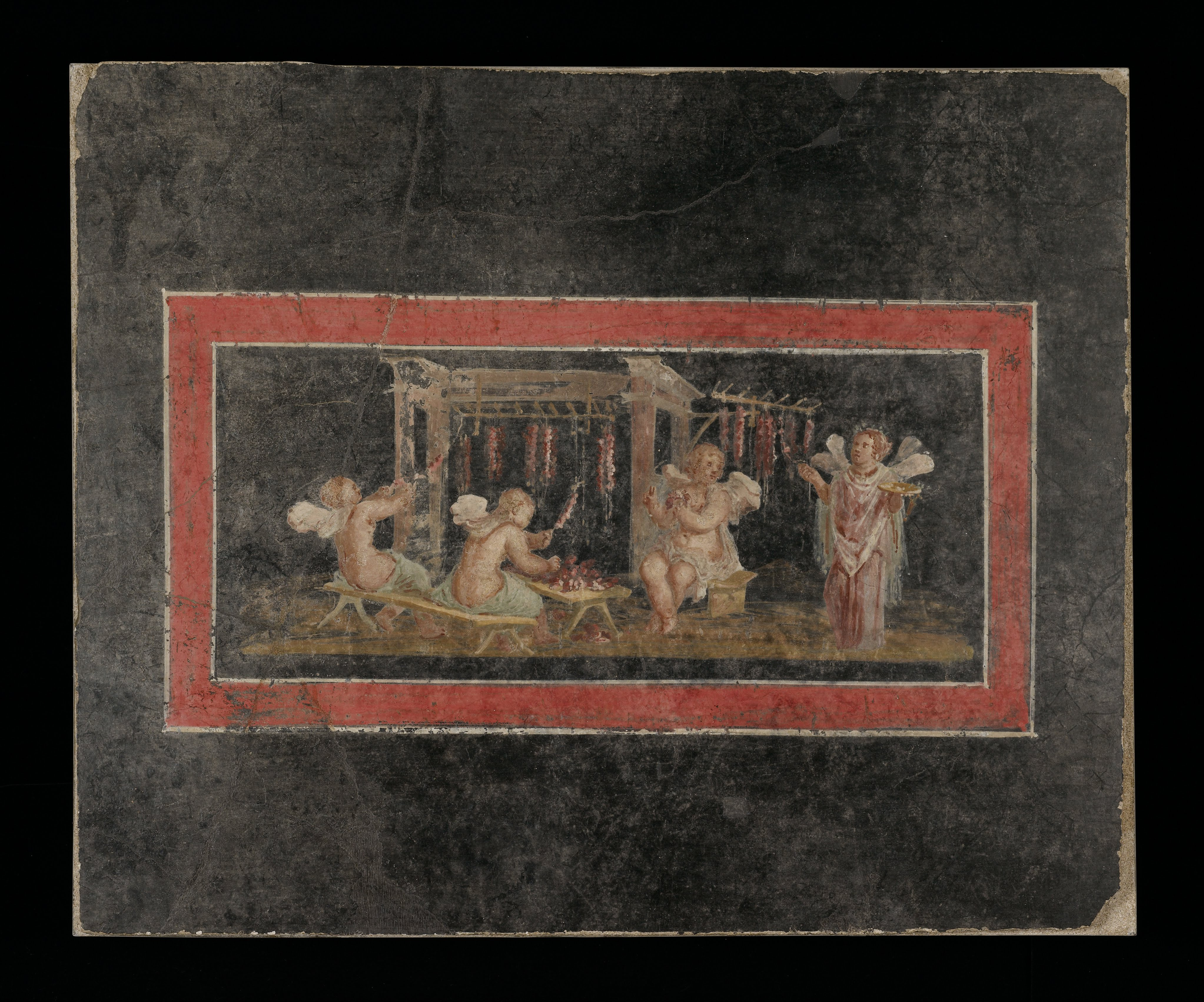
Pintura mural d'una casa de Pompeia, representant a Cupido fent garlandes de flors mentre Psique té una pàtera per libacions Roseta (decoració).

Les ofrenes als morts consistien en garlandes de violetes i roses i libacions de vi, entre els llatins el roig i el porpra eren els colors preferits per aquestes ocasions.Les antigues etimologies relacionaven la paraula llatina purpureus amb el mot grec porphyreos pel color lilat que agafa la pell d'una part del cos que ha rebut un cop. El poeta Virgili emprava la flor porpra com a metàfora per descriure la mort prematura d'un jove guerrer: La mort de Pallas, el fill d'Evandre evoca la violeta que va sorgir de la castració d'Atis i la flor en què Apol·lo va transformar a Jacint. Les espines de les roses podien ser també un símbol de la moralitat davant la sensualitat.

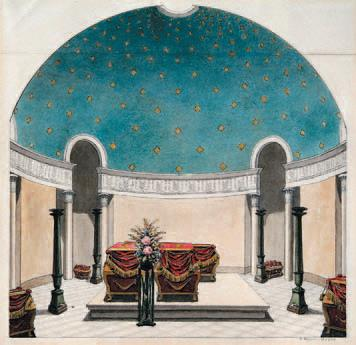
Roses en un mausoleu, aquarel·la de Paulowna, 1842

Durant la Parentalia les ofrenes de flors als difunts anaven acompanyades d'un banquet compartit amb els morts. Entre les pintures que decoren les tombes romanes s'han trobat dibuixos de roses rogenques sobre fons clar. A diferència de les flors naturals les flors pintades no es podien pansir, cosa que es valorava a partir de la creença romana de l'existència de l'ànima després de la mort. Per la mateixa raó es plantaven rosers als cementiris, assegurant que els morts gaudissin de la floració contínua de la planta, costum que encara perdura als cementiris catòlics. Els cristians protestants van criticar aquesta pràctica durant el segle xix, argumentant que era un costum d'origen pagà.
Quan la gent amb diners feia els preparatius per a la seva mort, deixaven una dotació de diners per pagar algú que tingués cura de la seva tomba i del guarniment amb roses. S'ha trobat l'epitafi d'un home que demanava que li portessin roses a la seva tomba per la Parentalia (13 de febrer) i per l'aniversari del seu naixement dies natalis, fent servir les paraules Rosaria i Violaria. Hi havia agrupacions de persones amb finalitats benefactores que recollien diners per honorar els morts il·lustres amb flors. El Collegium d'Aesculapius i Hygia de la ciutat de Roma celebrava cada 22 de març el dia de la violeta i cada 11 de maig el dia de la rosa.

## Primeres rosàlies
Tot i que les roses tenen una llarga tradició en l'art funerari, la primera vegada que s'ha trobat escrita la paraula rosalia és en una inscripció de l'època de Domicià (segle i). Es tracta d'un col·legi sacerdotal de Lucània que feia una ofrena al déu Silvà un dia 20 de juny. En una altra inscripció descrivint ofrenes adreçades a Silvà apareix esmentada una rosàlia amb el cultisme Anthus (del terme grec anthos, «flor») i en una altra, de lectura no prou clara, sembla que vagi amb l'epítet Florus, la forma masculina de Flora.
La zona on s'han trobat més inscripcions amb la paraula rosalia és la Gàl·lia Cisalpina, amb 24 inscripcions. A més s'han trobat deu a la península Itàlica, tres a Macedònia i quatre a la zona que comprèn Ilíria, Tràcia i Panònia. També s'han trobat sis inscripcions en grec a Bitínia, tres a Macedònia i una a cadascun d'aquests llocs: Bulgària, Escítia, Mísia, Frígia, Lídia, Àsia i Arcàdia.
A Pèrgam, la Rosàlia era una celebració que durava tres dies, entre el 24 i 26 de maig, començava amb un dies Augusti (un dia relacionat amb el culte a l'emperador que commemorava la data del seu naixement, el seu matrimoni o alguna altra data important). En aquestes rosàlies actuaven un grup de hymnodes, un grup coral format per veus masculines. El funcionari encarregat del bon ordre, anomenat eukosmos, dirigia el grup durant un any i era pagat amb una mina i un pa per encarregar-se del primer dia de la rosàlia, que coincidia amb el primer dia del mes anomenat Panamos. El segon dia, el grup de sacerdots cantants rebia en pagament: vi, tres pans i una altra mina. El grammateus, el secretari o administrador, rebia una mina i un àpat en pagament per l'organització del tercer dia de la rosàlia. Sembla que aquest grup tenia la mateixa funció que els collegium funeraris dels romans descrits a la secció anterior.
Algunes inscripcions trobades a Acmonia (Frígia), mostren la rosàlia en el context del pluralisme religiós durant l'imperi romà. L'any 95, es va fer una petició a una societat funerària per la memòria d'un difunt anomenat Titus Praxias. A més d'un banquet es van destinar 12 denaris per guarnir la seva tomba amb roses. Les obligacions dels membres d'aquest collegium implicaven invocar uns determinats déus en benefici del difunt: Theos Sebastós (en llatí: Divus Augustus), Zeus acompanyat de l'epítet Stodmenos, Asclepi (pels romans Aesculapius, nom que apareix en el collegium ja esmentat) i Àrtemis d'Efes. A Acmonia vivia una important comunitat jueva de parla grega i també ells seguien aquesta tradició. S'ha trobat una inscripció datada entre 215–295 en la qual una dona jueva encomanava uns arranjaments semblants per l'enterrament del seu difunt marit a una associació funerària i acaba amb la següent admonició: "...i si no fan l'arranjament floral demanat, se les hauran de veure amb la justícia divina."
A la província romana de Macedònia es feien rosàlies que cada barri organitzava per fer un thiasos, una mena de club de beguda (symposion) legalment constituït per al culte a Dionís. També existeix a Tessalònica, el testimoni d'una sacerdotessa encomanant corones de roses per fer un thiasos. Si un thiasos fallava en els seus deures amb Dionís, llavors la propietat del local passava a formar part de la societat dels dryophoroi («portadors de roures») o en darrer terme a l'estat. A més de les inscripcions de rosàlies amb relació a Dionís, s'han trobat a Macedònia i Tràcia inscripcions del mateix tipus relacionades amb Artemis i del poc conegut déu o heroi Sourogethes. Hi ha inscripcions adreçades als enterradors o encarregats del cementiri: de vegades se'ls encomana que mantinguin encès un foc a la tomba el mateix dia que es faci una rosàlia anual i altres vegades es demana que les roses siguin incinerades com a ofrena. En algunes ocasions s'ha trobat la inscripció de la comanda d'una rosàlia acompanyada del típic relleu dels tracis a cavall.
Alguns autors han proposat que la tradició romana d'honorar els morts amb roses es va importar, a través de l'exèrcit, de les celebracions en honor de Dionís de la zona de Macedònia i Tràcia. En una inscripció grega de l'any 138 consta una donació per guarniments amb roses (rhodismos) per la comunitat d'Histria, (a l'actual Dobrudja), una zona molt devota a Dionís.

## Els déus i les rosàlies

### Dionís

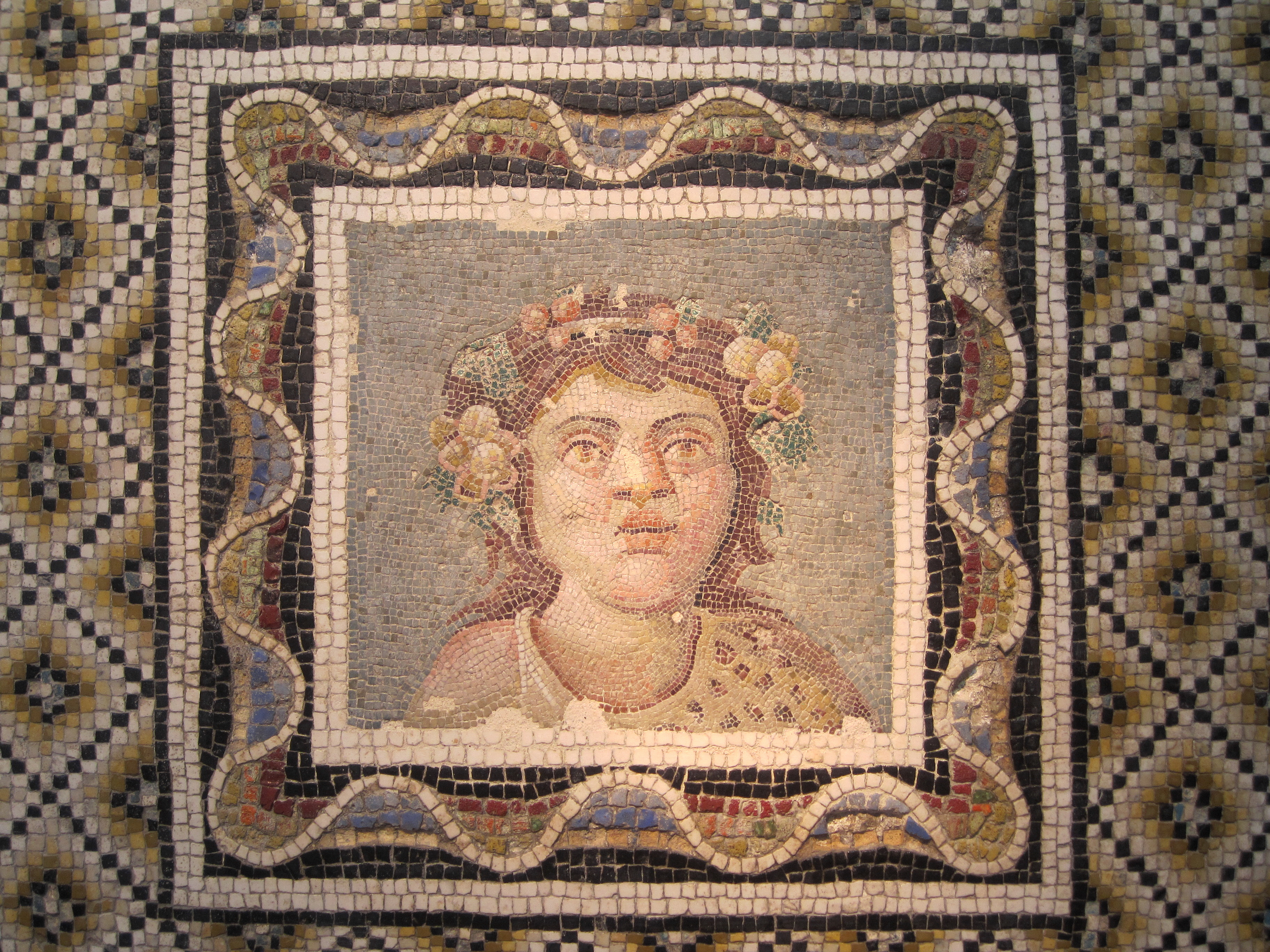
La corona de roses dels ritus de Dionís. Mosaic romà del.

Es feien diverses celebracions en relacionades amb Dionís (Baccus), una d'elles era les Antestèria, connectada amb el món dels morts i en les quals les roses tenien una funció destacada. Una altra celebració era per Sèmele, la mare de Dionís, la qual es considerava que habitava entre les Hores, les deesses que controlaven el canvi estacional.
Les sacerdotesses dedicades als cultes de Dionís havien de portar una corona de roses. Es creu que la corona de roses era una representació del mite de la unió d'Ariadna amb Dionís, que també està representada al cel nocturn en la Corona Boreal i la qual exercia una màgica influència en la destil·lació de perfums fets a base de flors. El vi i les roses anaven junts en aquestes celebracions, perquè, segons la llegenda, Dionís va plorar la mort d'un jove anomenat Ampelos i va cobrir el seu cos amb roses, aquest es va transformar en la primera vinya de la qual els humans van obtenir el vi.

### Adonis

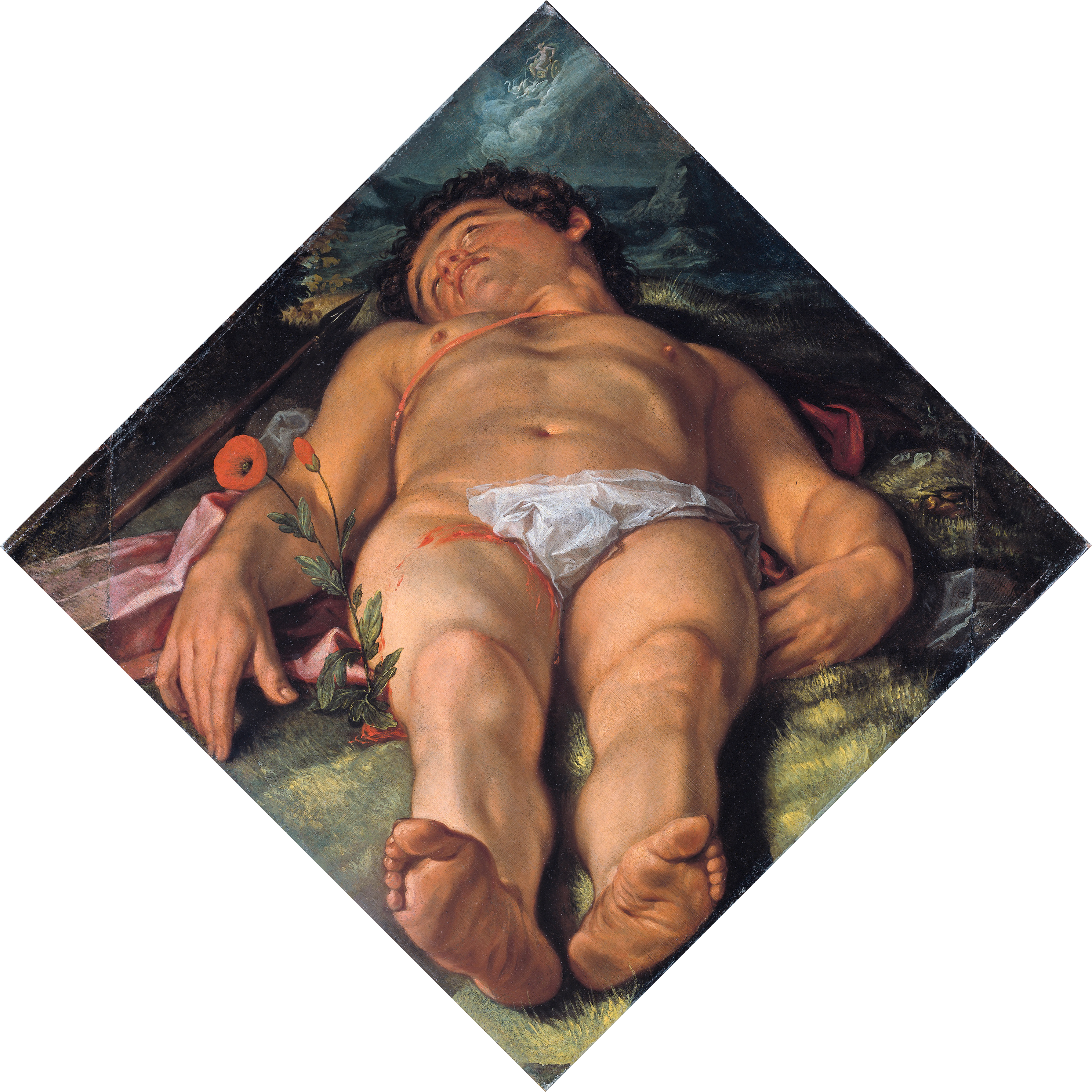
Adonis mort (1609), pintura de Hendrick Goltzius

El mite d'Adonis diu que, després de mort, de la seva sang va créixer una anemone, però una altra versió diu que Afrodita es va punxar el peu amb les espines d'un roser i de les gotes de sang que van caure sobre el cos d'Adonis mort per un senglar, van sorgir roses i altres flors. Aquest és el motiu pel qual les celebracions en memòria d'Adonis (Adoneia) anaven acompanyades de flors, però que en temps de l'imperi romà es van convertir en rosàlies.
Les Adoneia consistien grups de dones gemegant per la mort d'Adonis, les quals en acabar la seva representació, plantaven un "jardí d'Adonis" amb llavors de plantes de creixement ràpid i vida curta, les anomenades plantes anuals. Els ritus tenien algunes variacions segons els llocs, però generalment acabaven amb una representació en privat fent un llit de roses per al difunt.
A Madaba, una ciutat de la província romana d'Aràbia (actual Jordània), s'han trobat uns mosaics representant la unió d'Adonis i Afrodita en un tron acompanyats de cistells amb roses, en representació d'una rosàlia.
Hi ha obres literàries de l'antiguitat que descriuen rosàlies en honor d'Adonis. Alguns acadèmics, però, que creuen que no es tracta necessàriament d'una assimilació de les Adoneia sinó més aviat d'una coincidència en el llenguatge i costums.

### Atis

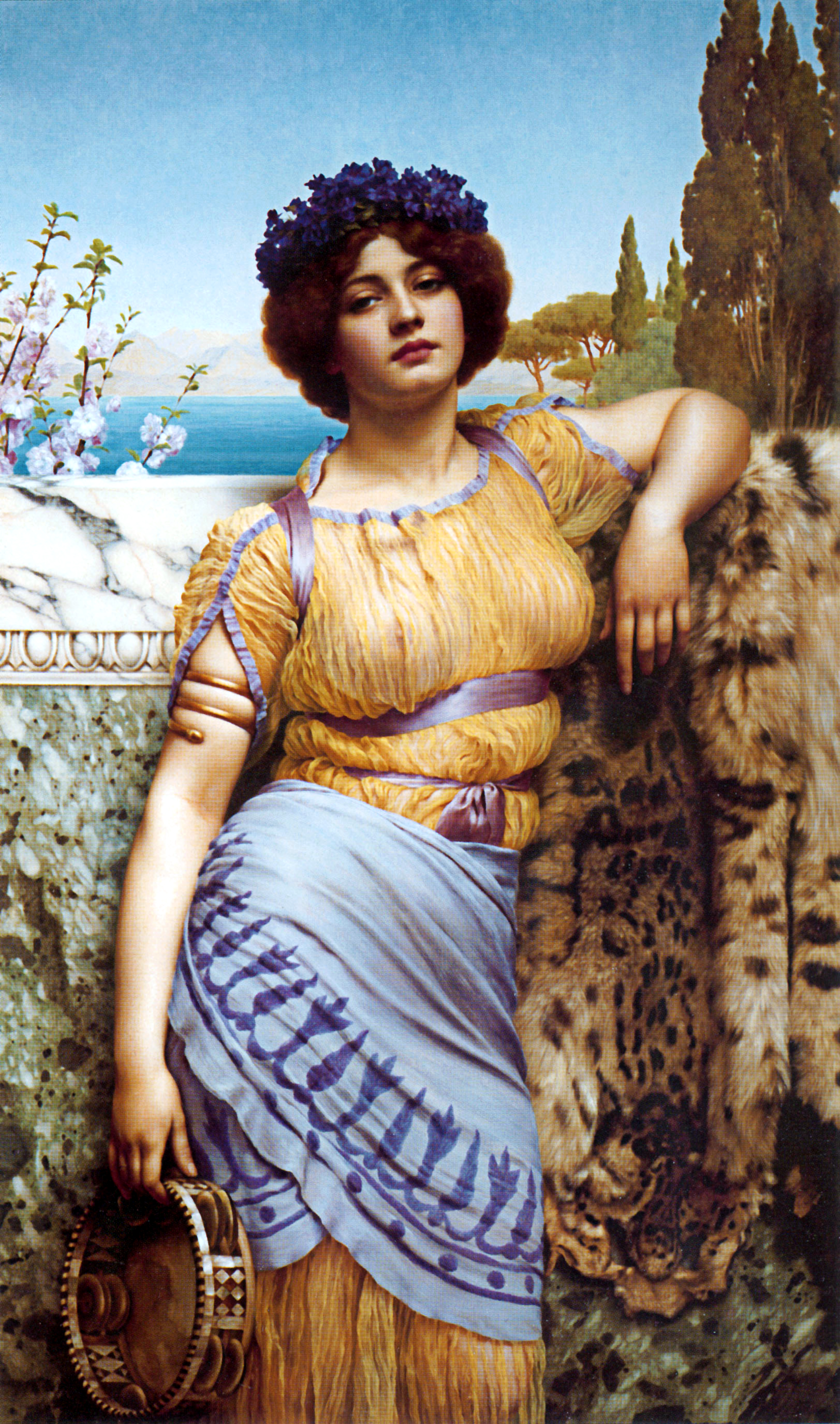
Ballarina jònica (1902), pintura de John William Godward, portant una corona de violetes.

Des del regnat de Claudi o potser abans se celebrava a Roma una setmana en honor d'Atis i Cíbele, anomenat Hilària. En aquesta setmana santa les violetes es feien servir per simbolitzar la mort d'Atis i les roses per la seva resurecció, fet que alguns autors han interpretat com una celebració de l'arribada de la primavera i el resorgiment de la vida, tenint en compte les dates en què se celebrava la Hilària.
Els poetes clàssics van relacionar Atis i Adonis pel que fa al tema floral, per exemple Porfiri va dir que tots dos eren diferents tipus de fruits de la terra.

## LaRosaliae signorum
La Rosaliae signorum era una rosàlia celebrada per l'exèrcit romà i en honor dels seus emblemes. Aquesta celebració consta al Feriale Duranum, un calendari de papir escrit per a la cohort establerta a Dura Europos en temps de l'emperador Alexandre Sever (anys 224–235). Es creu que tots els calendaris marcant les festes religioses per als militars romans seguien un mateix model. El dia exacte de la primera de les rosàlies d'aquest calendari ha quedat il·legible a causa de l'estat fragmentat en què es va trobar, però coincideix amb el període de la celebració de la Lemuria, és a dir, entre el 9 i el 13 de maig i probablement tindria a veure amb apaivagar els esperits dels soldats morts al camp de batalla. La segona rosaliae signorum es feia el 31 de maig. Probablement tindria a veure amb la Dea Carna, una divinitat protectora de les frontisses de les portes que potser en un origen remot també tenia a veure amb la protecció dels morts. En una inscripció civil consta una comanda de roses per a la Carnaria, paraula que Theodor Mommsen va interpretar per l'1 de juny. En un relleu del segle iii pertanyent al quarter militar de Coria, a la província romana de Britànnia (Corbridge, Northumberland) es pot veure la representació d'una rosàlia.

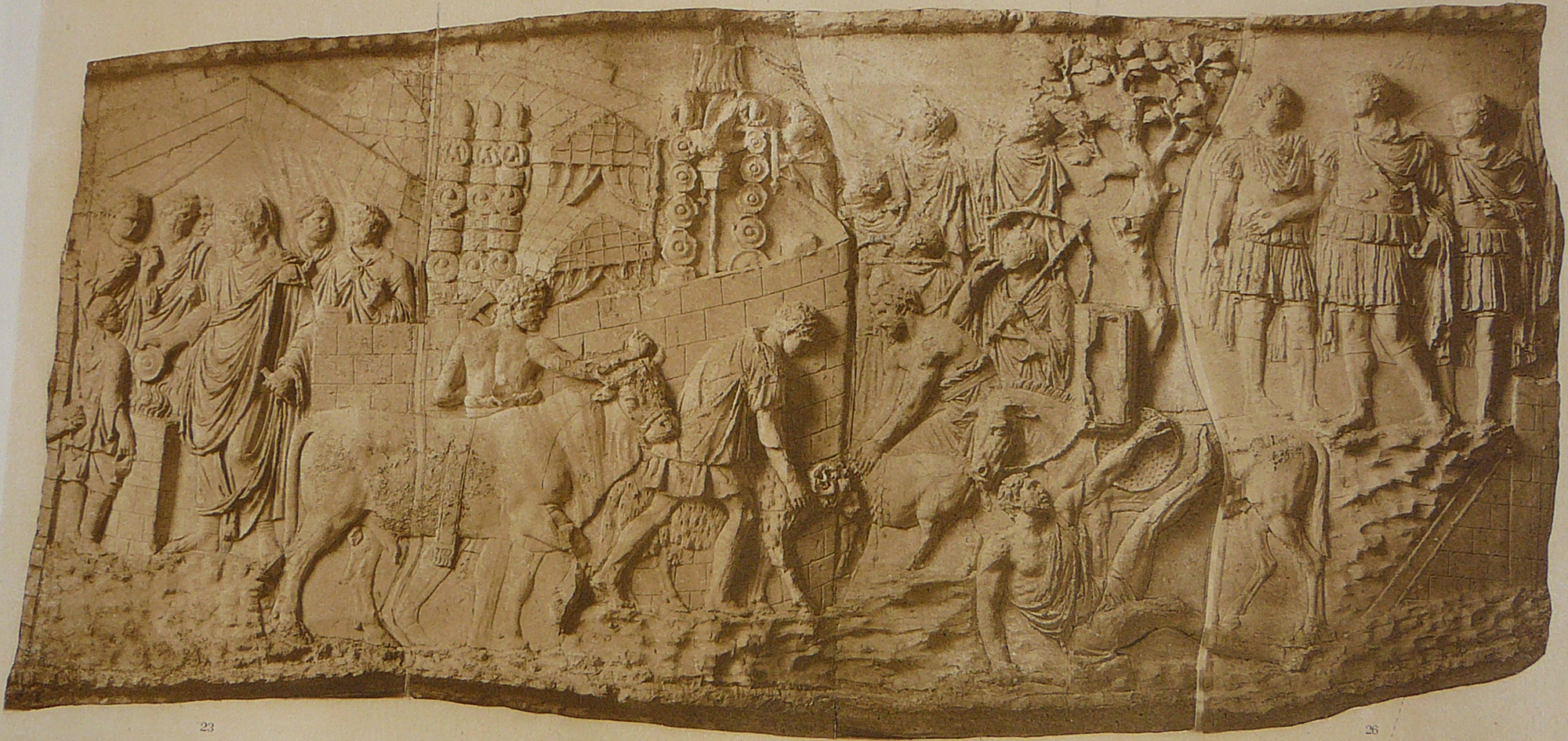
Fragment dels relleus que decoren la columna de Trajà, en què es veuen els emblemes militars sent purificats amb una Suovetaurília.

Les Rosaliae signorum formaven part de les pràctiques religioses de l'exèrcit. L'historiador Tàcit diu que els estendards eren venerats amb el mateix respecte que els déus. Cada campament romà es construïa al voltant d'un altar central, en el qual s'enclavava l'àguila i imatges dels emperadors i on es feien sacrificis diaris. Aquest altar es decorava amb garlandes els dies festius marcats pel calendari. En un poema (epithalamium) fet per Claudi Claudià amb ocasió de la boda de l'emperador Honori l'any 398, es descriu la decoració amb flors dels estendards militars. L'historiador Suetoni narrant l'episodi d'una rebel·lió contra l'emperador Claudi l'any 42, diu que va ser per intervenció divina que no van poder arrencar del terra l'àguila de la legió perquè aquells soldats havien trencat el seu jurament (sacramentum) i no havien complit amb l'obligació religiosa de guarnir l'estendard.
Hi ha moltes proves dels segles I al II que demostren rituals duts a terme pels soldats en nom dels manes del seus companys morts en combat. A.S. Hoey, ha dit que no s'ha d'interpretar les Rosaliae signorum com un "dia de les roses", ja que les flors eren un mitjà i no l'objectiu de la celebració. Els objectius de les rosàlies podien ser de dos tipus: les llicencioses celebracions de l'arribada de la primavera i les ombrívoles cerimònies per honorar els morts. Segons aquest autor la tradició de les rosàlia es va importar de les províncies orientals de l'imperi i els romans les van adoptar per les seves festes en relació als dos tipus de celebracions ja esmentats. Les rosàlia de l'exèrcit estaven dins la categoria segona. William Seston creu, en canvi, que les Rosaliae signorum eren una mena de purificació (lustratio), com una continuació del Tubilustrium fet en zona d'acampada militar.